# Christopher Huhne
Christopher Huhne (n. 2 iulie 1954) este un om politic britanic, membru al Parlamentului European în perioadele 1999-2004 și 2004-2009 din partea Regatului Unit.
1. 1 2  TheyWorkForYou
2. ↑  Deputații în Parlamentul European